# 麥凱勒冰川

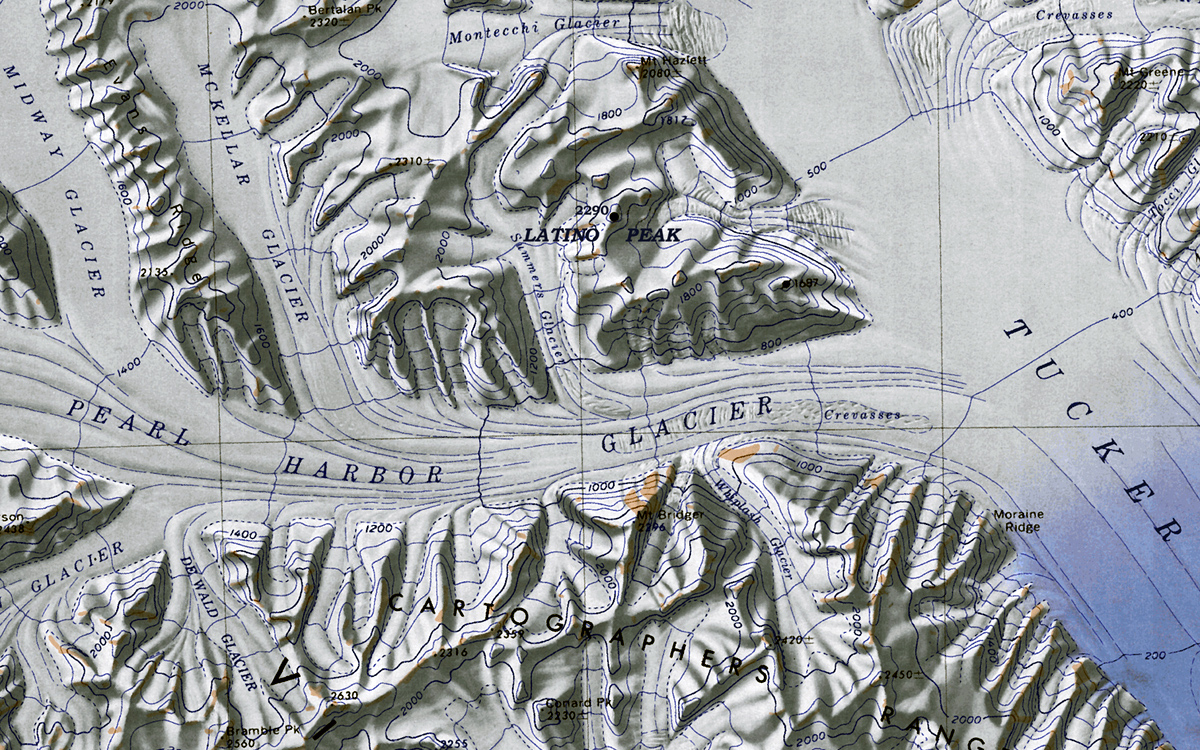

麥凱勒冰川（英語：McKellar Glacier）是南極洲的冰川，位於維多利亞地的博克格雷溫克海岸，處於勝利山脈地區，流經埃文斯嶺東部，最終注入珍珠港冰川，現時由南極條約體系管理。

## 外部連結
. . United States Geological Survey.   [2013-09-07].
72°12′S 167°7′E / 72.200°S 167.117°E